# Badean (Kabat)
Badean is een bestuurslaag in het regentschap Banyuwangi van de provincie Oost-Java, Indonesië. Badean telt 6949 inwoners (volkstelling 2010).